# SingStar Pop
SingStar Pop, también conocido como SingStar Popworld en algunos países como el Reino Unido y el norte de Irlanda, es un juego de karaoke del sistema PlayStation 2 publicado por Sony Computer Entertainment Europe y desarrollado por SCEE y London Studio. Es la 3ª entrega en la serie SingStar, salvo en Estados Unidos, donde es la 2ª entrega.
SingStar Pop viene incluido con 2 micrófonos USB que son conectados al sistema PlayStation 2 mediante un adaptador que trae para ello, ofreciendo una experiencia multijugador. Es compatible con la cámara EyeToy. Esta mostrará lo que capte por el objetivo en lugar del video musical de la canción a la hora de jugar.

## El juego
SingStar Pop es un juego de karaoke popular en el que los jugadores cantan canciones para conseguir puntos. Los jugadores interactúan con la PS2 por los micrófonos USB, mientras una canción es mostrada, junto a su video musical, en pantalla. Las letras de la canción son mostradas durante toda la partida en la parte inferior de la pantalla. SingStar Pop reta a los jugadores a cantar como en las canciones originales, pero con su propia voz. Se trata de cantar lo más parecido o igualmente, intentando afinar igual, para poder ganar puntos. Normalmente, son 2 los jugadores los que compiten a la vez, aunque el juego incluye otro tipo de modos para más jugadores
Hasta 8 jugadores pueden participar en SingStar Pop' con el modo "Pasa el Micro ", en el que 2 equipos de varios jugadores, deberá derrotar al otro mediante una serie de retos y pruebas en los que competirán un jugador de cada equipo en cada ronda.
Como el resto de las entregas de SingStar, excepto la primera de todas, esta, abandona el modo "Conviértete en una Estrella" o los modos de un solo jugador en favor de los modos multijugador.
SingStar Pop, como todo el resto de los juegos de SingStar, excepto la primera entrega, mide el tono de un jugador y no lo compara con la voz original, esto quiere decir, que se puede cantar en cualquier octava más alta o más baja y aun así se pueden conseguir puntos. Esto está preparado para aquellos jugadores que no son capaces de cantar en un registro tan alto o tan bajo como la grabación original. Además, SingStar Pop incluye nuevos filtros de voz que pueden ser usados en el modo Playback para distorsionar o realzar la voz grabada durante la canción. 
Por último, resaltar la lista de temas, que se trata de una treintena de temas conocidos en todo el panorama español, conservando tan solo 2 títulos de la versión internacional.
Esta 3ª entrega supone la aparición de un nuevo elemento: El Rapímetro. Aparecerá en aquellos momentos en el que la canción requiera rapear. Funciona midiendo los golpes de voz y si éstos son abiertos/agudos (a, o, u) o cerrados/graves (e, i), para hacer una comparación con el sonido de la sílaba en ese momento. No hay que cantar, solo rapear: Llevar el ritmo y la pronunciación. Algunas canciones pueden ser "cantadas" completamente con rapímetro, o éste puede aparecer sólo en algunos fragmentos. La versión original (anglosajona) de SingStar Pop incluye más canciones con rapímetro que las que incluye la versión española. Las canciones que incluyen este elemento aparecen indicadas en la lista así: [RAP]
El modo "Pasa el micro" es remodelado para permitir al jugador cambiar el número de pruebas y el contenido de las mismas, por la aparición de otra novedad: los Popurrís.
El Popurrí, el cual aparece en los modos de juego para un jugador y batallas entre dos jugadores, o como prueba del modo "Pasa el micro", es una selección de 5 fragmentos de la lista de temas del juego, que se deben cantar consecutivamente sin pausas. Generalmente, esos fragmentos suelen ser los estribillos de las canciones elegidas.

### Modos de Juego
- Cantar Solo - Modo para que un solo jugador cante
- Dueto - Dueto para 2 jugadores, en el que al final de la canción, sumarán sus puntuaciones.
- Batalla - Modo para 2 jugadores en el que competirán por la mejor canción. A veces también con algunas canciones en dueto, solo que sin sumar sus puntuaciones.
- Pasa el Micro - Modo multijugador especial para fiestas.

## SingStar Pop: Lista de canciones

### Lista Española
Esta es la lista de canciones que componen SingStar Pop. En la última columna, aparece la canción que fue sustituida en la versión internacional para poder introducir la canción en español.
| Artista                    | Canción                            | Observaciones             | Canción Sustituida...                                    |
| -------------------------- | ---------------------------------- | ------------------------- | -------------------------------------------------------- |
| SingStar Pop               |                                    |                           |                                                          |
| Amaral                     | "El Universo Sobre Mí"             |                           | Annie - "Heartbeat"                                      |
| Amaral                     | "Sin ti no soy nada "              |                           | Ashlee Simpson - "Pieces of Me"                          |
| Amistades Peligrosas       | "Estoy Por Ti"                     | Dueto: Alberto / Cristina | Avril Lavigne - "Sk8er Boi"                              |
| Camela                     | "Cuando Zarpa el Amor"             | Dueto: Ángeles / Dioni    | Beyoncé - "Crazy In Love"                                |
| David Bisbal               | "Bulería"                          |                           | The Black Eyed Peas - "Shut Up"                          |
| David Bisbal               | "Camina y Ven"                     |                           | Girls Aloud - "Love Machine"                             |
| El Arrebato                | "Búscate Un Hombre Que Te Quiera"  |                           | Good Charlotte - "I Just Wanna Live"                     |
| El Arrebato                | "Una noche con arte"               |                           | Hoobastank - "The Reason"                                |
| Elefantes                  | "Que Yo No Lo Sabía"               |                           | Jamelia - "Stop"                                         |
| Ella Baila Sola            | "Cuando los sapos bailen flamenco" | Dueto: Marta / Marilia    | Jay Sean - "Eyes On You"                                 |
| Ella Baila Sola            | "Lo echamos a suertes"             | Dueto: Marilia / Marta    | Keane - "Somewhere Only We Know"                         |
| Gabinete Caligari          | "La culpa fue del cha-cha-cha"     |                           | Manfred Mann - "Do Wah Diddy Diddy"                      |
| Héroes del Silencio        | "Iberia Sumergida"                 |                           | McFly - "Obviously"                                      |
| Héroes del Silencio        | "Mar Adentro"                      |                           | Natasha Bedingfield - "These Words"                      |
| Iguana Tango               | "Te Perdí"                         |                           | Robbie Williams - "Let Me Entertain You"                 |
| Jarabe de Palo             | "La Flaca"                         |                           | Ronan Keating & Jusuf Islam - "Father and Son"           |
| Loquillo y los Trogloditas | "Cadillac solitario"               |                           | Sister Sledge - "We Are Family"                          |
| Melendi                    | "Caminando Por La Vida"            |                           | Steppenwolf - "Born To Be Wild"                          |
| Melendi                    | "Con La Luna Llena"                |                           | The Hives - "Main Offender"                              |
| Melendi                    | "Hablando en Plata"                |                           | The Dandy Warhols - "Bohemian Like You"                  |
| Navajita Plateá            | "Frío Sin Ti"                      |                           | Marilyn Manson - "Personal Jesus"                        |
| Navajita Plateá            | "Noches de Bohemia"                |                           | Joss Stone - "Super Duper Lover (Are You Diggin On Me?)" |
| Las Niñas                  | "Ojú"                              | [RAP]                     | Fountains Of Wayne - "Stacy's Mom"                       |
| Pastora Soler              | "Dámelo Ya"                        |                           | Robbie Williams & Kylie Minogue - "Kids"                 |
| Queco                      | "Tengo"                            |                           | Eric B. & Rakim - "Paid In Full"                         |
| Los Ronaldos               | "Idiota"                           |                           | Kylie Minogue - "In Your Eyes"                           |
| La Sonrisa de Julia        | "Llevo Tu Voz"                     |                           | Blink 182 - "What's My Age Again?"                       |
| Las Supremas de Móstoles   | "Eres Un Enfermo"                  |                           | Outkast - "Roses"                                        |
| The Clash                  | "Should I Stay or Should I Go"     |                           |                                                          |
| Tom Jones                  | "It's Not Unusual"                 |                           |                                                          |

[RAP]: La canción incluye Rapímetro parcial o totalmente en la canción.
Dueto: Cantante 1 / Cantante 2: La canción es un dueto predefinido no cooperativo. Cada jugador será uno de los cantantes que participa en ella. Puedes elegir y cambiar que micro será cada cantante.

### Lista Alemana
El juego en Alemania fue lanzado como SingStar - The Dome, incluyendo grandes éxitos muy conocidos en el país.
| Lista Alemana          | Lista Alemana     | Lista Alemana                      |
| Artista                | Canción           | Canción Sustituida...              |
| ---------------------- | ----------------- | ---------------------------------- |
| SingStar - The Dome    |                   |                                    |
| Annett Louisan         | "Das Spiel"       | Annie - "Heartbeat"                |
| Die Fantastischen Vier | "Geboren"         | Girls Aloud - "Love Machine"       |
| Laith Al-Deen          | "Alles An Dir"    | Jay Sean - "Eyes On You"           |
| Martin Kesici          | "Angel Of Berlin" | The Hives - "Main Offender"        |
| Pur                    | "Abenteuerland"   | Marilyn Manson - "Personal Jesus"  |
| Reamonn                | "Supergirl"       | Fountains of Wayne - "Stacy's Mom" |
| Rosenstolz             | "Willkommen"      | Eric B. & Rakim - "Paid In Full"   |

### Lista Americana
SingStar Pop fue la 2ª versión lanzada en América e incluye varias canciones procedentes de las versiones europeas de SingStar, además de algunos títulos nuevos y que hasta hace poco eran exclusivos para América. Ahora empiezan a estar disponibles en el catálogo de PlayStation 3
| Lista Americana          | Lista Americana                | Lista Americana                  |
| Artista                  | Canción                        | Ya Incluida En...                |
| ------------------------ | ------------------------------ | -------------------------------- |
| SingStar Pop             |                                |                                  |
| 3 Doors Down             | "Kryptonite"                   |                                  |
| A-ha                     | "Take on Me"                   | SingStar                         |
| Alicia Keys              | "Fallin'"                      | SingStar Party                   |
| The All-American Rejects | "Move Along"                   |                                  |
| Ashlee Simpson           | "Invisible"                    |                                  |
| Avril Lavigne            | "Sk8er Boi"                    | SingStar Popworld                |
| Blue October             | "Hate Me"                      |                                  |
| Britney Spears           | "......Baby one more time"     | SingStar Pop Hits 40 Principales |
| Cartel                   | "Honestly"                     |                                  |
| Cyndi Lauper             | "Girls Just Want to Have Fun"  | SingStar Party [UK]              |
| Daniel Powter            | "Bad Day"                      | SingStar Pop Hits [UK]           |
| Destiny's Child          | "Survivor"                     | SingStar Party [UK]              |
| Franz Ferdinand          | "Take Me Out"                  | SingStar Party [UK]              |
| Gorillaz                 | "Feel Good Inc."               |                                  |
| Hinder                   | "Lips of an Angel"             |                                  |
| Hoobastank               | "The Reason"                   | SingStar Popworld                |
| James Blunt              | "You're Beautiful"             |                                  |
| Jesse McCartney          | "Beautiful Soul"               |                                  |
| Lifehouse                | "Hanging by a Moment"          |                                  |
| My Chemical Romance      | "Helena"                       | SingStar Pop Hits [UK]           |
| Natasha Bedingfield      | "These Words"                  | SingStar Popworld                |
| Panic! at the Disco      | "I Write Sins Not Tragedies"   |                                  |
| Rihanna                  | "S.O.S."                       | SingStar Pop Hits [UK]           |
| Ryan Cabrera             | "On the Way Down"              |                                  |
| Snow Patrol              | "Chasing Cars"                 |                                  |
| The Clash                | "Should I Stay or Should I Go" | SingStar Popworld                |
| The Fray                 | "Over My Head (Cable Car)"     |                                  |
| The Raconteurs           | "Steady, As She Goes"          |                                  |
| U2                       | "Vertigo"                      | SingStar Legends                 |
| Whitney Houston          | "I Wanna Dance with Somebody"  | SingStar Anthems                 |

- Destiny's Child - "Survivor" es una canción establecida como dueto predefinido (Destiny 1 / Destiny 2)
- Gorillaz - "Feel Good Inc." es una canción que contiene parcialmente Rapímetro

### Lista Australiana / Neozelandesa
| Lista Australiana / Neozelandesa | Lista Australiana / Neozelandesa | Lista Australiana / Neozelandesa  |
| Artista                          | Canción                          | Canción Sustituida...             |
| -------------------------------- | -------------------------------- | --------------------------------- |
| SingStar - Pop                   |                                  |                                   |
| Spazzys                          | "My Boyfriend's Back"            | Annie - "Heartbeat"               |
| Delta Goodrem                    | "Born to Try"                    | Girls Aloud - "Love Machine"      |
| Shannon Noll                     | "What About Me"                  | Jay Sean - "Eyes On You"          |
| Missy Higgins                    | "Scar"                           | Keane - "Somewhere Only We Know"  |
| Evermore                         | "It's Too Late"                  | McFly - "Obviously"               |
| INXS                             | "New Sensation"                  | The Hives - "Main Offender"       |
| Savage Garden                    | "To the Moon and Back"           | Marilyn Manson - "Personal Jesus" |
| Bic Runga                        | "Sway"                           | Joss Stone - "Super Duper Love"   |

### Lista Italiana
En Italia, al igual que en Alemania, la lista de canciones fue alterada para incluir hits italianos del momento y además se cambió el nombre a SingStar - Radio 105
| Lista Italiana       | Lista Italiana        | Lista Italiana                             |
| Artista              | Canción               | Canción Sustituida...                      |
| -------------------- | --------------------- | ------------------------------------------ |
| SingStar - Radio 105 |                       |                                            |
| Negrita              | "Magnolia"            | Annie - "Heartbeat"                        |
| Alexia               | "Da Grande"           | Ashlee Simpson - "Pieces Of Me"            |
| La Differenza        | "Che Farò"            | Girls Aloud - "Love Machine"               |
| Subsonica            | "Tutti I Miei Sbagli" | Jamelia - "Stop"                           |
| Afterhours           | "Non È Per Sempre"    | Jay Sean - "Eyes On You"                   |
| Aeroplanitaliani     | "Canzone D'amore"     | Manfred Mann - "Do Wah Diddy Diddy"        |
| Francesco Renga      | "Meravigliosa"        | McFly - "Obviously"                        |
| ELISA                | '"Luce"               | Natasha Bedingfield - "These Words"        |
| Alex Britti          | "Oggi Sono Io"        | Sister Sledge - "We Are Family"            |
| Zucchero             | "Baila"               | Steppenwolf - "Born to Be Wild"            |
| Biagio Antonacci     | "Convivendo"          | The Clash - "Should I Stay or Should I Go" |
| Neffa                | "Le Ore Piccole"      | The Hives - "Main Offender"                |
| Velvet               | "Funzioni Primarie"   | Tom Jones - "It's Not Unusual"             |
| Tiziano Ferro        | "Sere Nere"           | Marilyn Manson - "Personal Jesus"          |
| Zucchero             | "Il Grande Baboomba"  | Fountains of Wayne - "Stacy's Mom"         |
| Paola & Chiara       | "A Modo Mio"          | Eric B. & Rakim - "Paid In Full"           |

### Lista Noruega
En Noruega también fue modificada la lista de canciones para incluir éxitos nacionales y se cambió el nombre a SingStar - Norske Hits
| Lista Noruega          | Lista Noruega                 | Lista Noruega                                  |
| Artista                | Canción                       | Canción Sustituida...                          |
| ---------------------- | ----------------------------- | ---------------------------------------------- |
| SingStar - Norske Hits |                               |                                                |
| Maria Mena             | "My Lullaby"                  | Ashlee Simpson - "Pieces Of Me"                |
| Opus X                 | "Loving You Girl"             | The Black Eyed Peas - "Shut Up"                |
| Tine                   | "Vil Ha Deg"                  | Girls Aloud - "Love Machine"                   |
| The Kids               | "Forelska I Laerer'n"         | Good Charlotte - "I Just Wanna Live"           |
| Dollie                 | "Lenge Leve Livet"            | Hoobastank - "The Reason"                      |
| Jan Eggum              | "På An Igjen"                 | Jamelia - "Stop"                               |
| Kine                   | "In The Air Tonight"          | Jay Sean - "Eyes On You"                       |
| Bigbang                | "Girl In Oslo"                | Keane - "Somewhere Only We Know"               |
| Jaa9 & OnklP           | "Kjendisparty"                | McFly - "Obviously"                            |
| Arne Schau Knudsen     | "Gal Av Lengsel"              | Natasha Bedingfield - "These Words"            |
| Rune Rudberg           | "Ut Mot Havet"                | Ronan Keating & Yusuf Islam - "Father and Son" |
| DumDum Boys            | "Splinter Pine"               | The Hives - "Main Offender"                    |
| A-Ha                   | "The Sun Always Shines on TV" | The Dandy Warhols - "Bohemian Like You"        |
| Kaptein Sabeltann      | "Vi Seiler Vår Egen Sjø"      | Marilyn Manson - "Personal Jesus"              |
| The September When     | "Cries Like A Baby"           | Fountains of Wayne - "Stacy's Mom"             |
| Philip & Sandra        | "Sommerflørt"                 | Robbie Williams & Kylie Minogue - "Kids"       |
| Sputnik                | "Lukk Opp Din Hjertedør"      | Eric B. & Rakim - "Paid In Full"               |
| David                  | "Wild at Heart"               | Blink 182 - "What's My Age Again"              |
| The Monroes            | "Sunday People"               | Outkast - "Roses"                              |

### Lista Sueca
Al igual que en Alemania, Italia y Noruega, en Suecia el juego cambió de nombre a SingStar - Svenska Hits y su lista de canciones fue modificada para incluir éxitos nacionales suecos. Aun así, copias de la versión internacional son distribuidas en el país.
| Lista Sueca             | Lista Sueca               | Lista Sueca                                    |
| Artista                 | Canción                   | Canción Sustituida...                          |
| ----------------------- | ------------------------- | ---------------------------------------------- |
| SingStar - Svenska Hits |                           |                                                |
| Daniel Lindström        | "Coming True"             | Annie - "Heartbeat"                            |
| Darin                   | "Money for Nothing"       | Ashlee Simpson - "Pieces Of Me"                |
| Jimmy Jansson           | "Vi kan gunga"            | Avril Lavigne - "Sk8er Boi"                    |
| Friends                 | "Lyssna Till Ditt Hjärta" | The Black Eyed Peas - "Shut Up"                |
| Afro-dite               | "Never Let It Go"         | Girls Aloud - "Love Machine"                   |
| Uno Svenningson         | "Under ytan"              | Hoobastank - "The Reason"                      |
| Barbados                | "Kom hem"                 | Jamelia - "Stop"                               |
| Christian Walz          | "Never Be Afraid Again"   | Jay Sean - "Eyes On You"                       |
| Carola Häggkvist        | "Fångad av en stormvind"  | Keane - "Somewhere Only We Know"               |
| Anna Book               | "ABC"                     | McFly - "Obviously"                            |
| Attack                  | "Ooa hela natten"         | Natasha Bedingfield - "These Words"            |
| Robin Carlsson          | "Show Me Love"            | Ronan Keating & Yusuf Islam - "Father and Son" |
| Mauro Scocco            | "Sarah"                   | Sister Sledge - "We Are Family"                |
| Arvingarna              | "Eloise"                  | The Dandy Warhols - "Bohemian Like You"        |
| Lisa Nilsson            | "Himlen runt hörnet"      | Marilyn Manson - "Personal Jesus"              |
| Patrik Isaksson         | "Hos dig är jag underbar" | Joss Stone - "Super Duper Love"                |
| Lena Philipsson         | "Det gör ont"             | Fountains of Wayne - "Stacy's Mom"             |
| Magnus Uggla            | "Värsta grymma tjejen"    | Eric B. & Rakim - "Paid In Full"               |

## Curiosidades
- En Reino Unido, el juego es conocido también como SingStar Popworld, por tener relación con el canal musical Channel 4 en el que aparece esto de "PopWorld". Esta versión incluye un video introductorio en el que se muestran a 2 presentadores de dicho canal presentando el juego. Esto solo aparece en Reino Unido e Irlanda.
- En Alemania, Italia y España, las listas de canciones fueron modificadas para incluir canciones conocidísimas y grandes éxitos de artistas alemanes, italianos y españoles. Los nombres también fueron modificados a SingStar - The Dome, SingStar - Radio 105 y SingStar Pop respectivamente.
- En Suecia y Noruega, las listas de canciones fueron alterada para incluir canciones conocidísimas y grandes éxitos de artistas Suecos y Noruegos y los títulos también fueron cambiados por SingStar - Svenska Hits y SingStar - Norske Hits respectivamente.
- En la versión de Reino Unido, el juego trae unas opciones adicionales, a las que se puede acceder durante cualquier canción pulsando SELECT. Estas sirven para ajustar la cantidad de ruido y la reverberación del sonido. Esto es útil y viene preparado para aquellos casos en los que el juego se vaya a usar en sitios como discotecas.